# Josiah Emery
Josiah Emery (c. 1725 – 1797) è stato un orologiaio svizzero.
Nacque nel cantone svizzero di Vaud, nei pressi di Vevey, e si trasferì a Londra, dove costruì accurati orologi con scappamento a cilindro. Nel 1781 divenne membro onorario della Clockmakers' Company. Fu pioniere della costruzione di orologi controllati dallo scappamento libero ad àncora e fu il primo a produrne in serie. Alla sua morte gli succedette Louis Recordon.